# Kahramanmaraşspor
El Kahramanmarasspor es un equipo de fútbol de Turquía que juega en la TFF Segunda División, la tercera categoría de fútbol en el país.

## Historia
Fue fundado el 21 de febrero de 1969 en la ciudad de Kahramanmaras, iniciando su existencia en las ligas aficionadas de Turquía en dende permanecieron sus primeros quince años de existencia hasta lograr el ascenso a la TFF Primera División en 1983/84.
En la temporada 1987/88 logran el ascenso a la Superliga de Turquía por primera vez en su historia como subcampeones de la TFF Primera División, pero su temporada de debut también fue de despedida luego de que solo ganaran 4 cuatro partidos de los 36 que jugó y descendió a la TFF Primera División.
Posteriormente el club ha estado entre la segunda y tercera categoría desde entonces.

## Jugadores

### Jugadores destacados
- Taylan Aydoğan